# هورنيل
هورنيل (نيويورك) (بالإنجليزية: Hornell, New York)‏ هي مدينة تقع في الولايات المتحدة في مقاطعة ستوبين، نيويورك. يقدر عدد سكانها بـ 8,563 نسمة ومساحتها 7.1 كم2 وترتفع عن سطح البحر 354 متر.

## التركيبة السكانية
حدّد مكتب تعداد الولايات المتحدة بيانات التركيبة السكانية لهورنيل في تعداد الولايات المتحدة. في ما يلي، التركيبة السكانية حسب تعدادي 2000 و2010.

### تعداد عام 2000
بلغ عدد سكان هورنيل 9,019 نسمة بحسب تعداد عام 2000، وبلغ عدد الأسر 3,596 أسرة وعدد العائلات 2,219 عائلة مقيمة في المدينة. في حين سجلت الكثافة السكانية 1,062.3 نسمة لكل كيلومتر مربع (2,751.3/ميل2). وبلغ عدد الوحدات السكنية 4,100 وحدة بمتوسط كثافة قدره 482.9 لكل كيلومتر مربع (1,250.7/ميل2).
وتوزع التركيب العرقي للمدينة بنسبة 95.73% من البيض و2.38% من الأمريكيين الأفارقة و0.23% من الأمريكيين الأصليين و0.57% من الأمريكيين ذوي الأصول الآسيوية و0.04% من سكان جزر المحيط الهادئ و0.38% من الأعراق الأخرى و0.67% من عرقين مختلطين أو أكثر و1.29% من الهسبانيون أو اللاتينيون من أي عرق.
بلغ عدد الأسر 3,596 أسرة كانت نسبة 35.2% منها لديها أطفال تحت سن الثامنة عشر تعيش معهم، وبلغت نسبة الأزواج القاطنين مع بعضهم البعض 40.9% من أصل المجموع الكلي للأسر، ونسبة 16.1% من الأسر كان لديها معيلات من الإناث دون وجود شريك، بينما كانت نسبة 4.8% من الأسر لديها معيلون من الذكور دون وجود شريكة وكانت نسبة 38.3% من غير العائلات. تألفت نسبة 32% من أصل جميع الأسر من عدة أفراد يعيشون في نفس المنزل ونسبة 14.3% كانت تتألف من شخص يعيش بمفرده يبلغ من العمر 65 عاماً أو أكثر. وبلغ متوسط حجم الأسرة المعيشية 2.44، أما متوسط حجم العائلات فبلغ 3.07.
بلغ العمر الوسطي للسكان 34.8 عاماً. وكانت نسبة 27.6% من القاطنين تحت سن الثامنة عشر، وكانت نسبة 9.6% بين الثامنة عشر والرابعة والعشرين عاماً، ونسبة 26.5% كانت واقعةً في الفئة العمرية ما بين الخامسة والعشرين والرابعة والأربعين عاماً، ونسبة 19.5% كانت ما بين الخامسة والأربعين والرابعة والستين، ونسبة 14.2% كانت ضمن فئة الخامسة والستين عاماً فما فوق. يوجد لكل 100 أنثى 90.4 ذكر، ويوجد لكل 100 أنثى في الثامنة عشر من عمرها فما فوق 84.4 ذكر.
بلغ متوسط دخل الأسرة في المدينة 28,184 دولارًا، أما متوسط دخل العائلة فبلغ 35,000 دولارًا. وكان متوسط دخل الذكور 31,727 دولارًا مقابل 18,854 دولارًا للإناث. وسجل دخل الفرد الخاص بالمدينة 14,419 دولارًا. وكانت نسبة 18.7% من العائلات ونسبة 21.4% من السكان تحت خط الفقر، وكان من هؤلاء نسبة 32.4% تحت سن الثامنة عشر ونسبة 6.6% في الخامسة والستين من العمر وما فوق.

### تعداد عام 2010
بلغ عدد سكان هورنيل 8,563 نسمة بحسب تعداد عام 2010، وبلغ عدد الأسر 3,559 أسرة وعدد العائلات 2,059 عائلة مقيمة في المدينة. في حين سجلت الكثافة السكانية 1,008.6 نسمة لكل كيلومتر مربع (2,612.3/ميل2). وبلغ عدد الوحدات السكنية 4,042 وحدة بمتوسط كثافة قدره 476.1 لكل كيلومتر مربع (1,233.1/ميل2).
وتوزع التركيب العرقي للمدينة بنسبة 93.85% من البيض و2.28% من الأمريكيين الأفارقة و0.25% من الأمريكيين الأصليين و0.67% من الأمريكيين ذوي الأصول الآسيوية و0.12% من سكان جزر المحيط الهادئ و0.48% من الأعراق الأخرى و2.37% من عرقين مختلطين أو أكثر و2.04% من الهسبانيون أو اللاتينيون من أي عرق.
بلغ عدد الأسر 3,559 أسرة كانت نسبة 31.2% منها لديها أطفال تحت سن الثامنة عشر تعيش معهم، وبلغت نسبة الأزواج القاطنين مع بعضهم البعض 35% من أصل المجموع الكلي للأسر، ونسبة 16.2% من الأسر كان لديها معيلات من الإناث دون وجود شريك، بينما كانت نسبة 6.6% من الأسر لديها معيلون من الذكور دون وجود شريكة وكانت نسبة 42.1% من غير العائلات. تألفت نسبة 34.7% من أصل جميع الأسر من عدة أفراد يعيشون في نفس المنزل ونسبة 12.4% كانت تتألف من شخص يعيش بمفرده يبلغ من العمر 65 عاماً أو أكثر. وبلغ متوسط حجم الأسرة المعيشية 2.36، أما متوسط حجم العائلات فبلغ 3.00.
بلغ العمر الوسطي للسكان 36.6 عاماً. وكانت نسبة 25.3% من القاطنين تحت سن الثامنة عشر، وكانت نسبة 9.3% بين الثامنة عشر والرابعة والعشرين عاماً، ونسبة 25.5% كانت واقعةً في الفئة العمرية ما بين الخامسة والعشرين والرابعة والأربعين عاماً، ونسبة 26.3% كانت ما بين الخامسة والأربعين والرابعة والستين، ونسبة 13.5% كانت ضمن فئة الخامسة والستين عاماً فما فوق. وتوزع التركيب الجنسي للسكان بنسبة 48.4% ذكور و51.6% إناث.

## أعلام
- بيل دوغان
- بوب مورتون
- جوزيف كوران
- بيل بولمان
- جين بورنس